# Phil Crowe
Pour les articles homonymes, voir Crowe.
Philip Ross Crowe (né le 14 avril 1970 à Nanton, dans la province de l'Alberta au Canada) est un joueur professionnel retraité de hockey sur glace ayant évolué à la position d'ailier droit.

## Carrière
Joueur jamais réclamé lors d'un repêchage de la Ligue nationale, Phil Crowe évolue au niveau junior avec les Grizzlys de Olds de la Ligue de hockey junior de l'Alberta avant de devenir joueur professionnel en 1991 où il rejoint alors l'ECHL.
S'alignant pour la saison 1992-1993 avec les Roadrunners de Phoenix de la Ligue internationale de hockey, il signe à l'été 1993 son premier contrat avec une équipe de la LNH, soit les Kings de Los Angeles. C'est d'ailleurs avec ceux-ci qu'il dispute ses premières parties dans la grande ligue, récoltant deux points en 31 rencontres.
Devenant agent libre à l'été suivant, il s'entend pour deux saisons avec les Flyers de Philadelphie et rejoint alors le club affilié aux Flyers dans la Ligue américaine de hockey, les Bears de Hershey. Retrouvant son autonomie à l'été 1996, il rejoint les Sénateurs d'Ottawa avec qui il s'aligne majoritairement en LIH.
Laissé sans protection en vue du repêchage d'expansion de 1999, il y est sélectionné par les Thrashers d'Atlanta mais ces derniers l'échangent le lendemain aux Predators de Nashville en retour de compensations futures. Au cours de la saison suivante, l'ailier ne joue que très peu, prenant part seulement 24 rencontres dont quatre avec les Predators.
En 2001, il quitte pour la Grande-Bretagne où il s'aligne pour une saison avec les Ayr Scottish Eagles de la British Hockey League. Après une année d'inactivité, il revient au hockey pour une dernière saison en 2003-04, s'alignant alors avec les Eagles du Colorado de la Ligue centrale de hockey. Au cours de cette même saison, Crowe agit également en tant d'entraîneur-adjoint et occupe ce poste jusqu'en 2007.

## Statistiques en club
| Saison     | Équipe                    | Ligue      |    | Saison régulière | Saison régulière | Saison régulière | Saison régulière | Saison régulière |   | Séries éliminatoires | Séries éliminatoires | Séries éliminatoires | Séries éliminatoires | Séries éliminatoires |
| Saison     | Équipe                    | Ligue      | PJ | B                | A                | Pts              | Pun              | PJ               | B | A                    | Pts                  | Pun                  |                      |                      |
| 1988-1989  | Rebels de Red Deer        | LHJA       | 41 | 6                | 4                | 10               | 142              |                  |   |                      |                      |                      |                      |                      |
| 1989-1990  | Grizzlys de Olds          | LHJA       | 47 | 8                | 21               | 29               | 248              |                  |   |                      |                      |                      |                      |                      |
| 1990-1991  | Grizzlys de Olds          | LHJA       | 50 | 16               | 24               | 40               | 290              |                  |   |                      |                      |                      |                      |                      |
| 1991-1992  | Red Wings de l'Adirondack | LAH        | 6  | 1                | 0                | 1                | 29               |                  |   |                      |                      |                      |                      |                      |
| 1991-1992  | Chill de Columbus         | ECHL       | 32 | 4                | 7                | 11               | 145              |                  |   |                      |                      |                      |                      |                      |
| 1991-1992  | Storm de Toledo           | ECHL       | 2  | 0                | 0                | 0                | 0                | 5                | 0 | 0                    | 0                    | 58                   |                      |                      |
| 1992-1993  | Roadrunners de Phoenix    | LIH        | 53 | 3                | 3                | 6                | 190              |                  |   |                      |                      |                      |                      |                      |
| 1993-1994  | Kings de Los Angeles      | LNH        | 31 | 0                | 2                | 2                | 77               |                  |   |                      |                      |                      |                      |                      |
| 1993-1994  | Komets de Fort Wayne      | LIH        | 5  | 0                | 1                | 1                | 26               |                  |   |                      |                      |                      |                      |                      |
| 1993-1994  | Roadrunners de Phoenix    | LIH        | 2  | 0                | 0                | 0                | 0                |                  |   |                      |                      |                      |                      |                      |
| 1994-1995  | Bears de Hershey          | LAH        | 46 | 11               | 6                | 17               | 132              | 6                | 0 | 1                    | 1                    | 19                   |                      |                      |
| 1995-1996  | Flyers de Philadelphie    | LNH        | 16 | 1                | 1                | 2                | 28               |                  |   |                      |                      |                      |                      |                      |
| 1995-1996  | Bears de Hershey          | LAH        | 39 | 6                | 8                | 14               | 105              | 5                | 1 | 2                    | 3                    | 19                   |                      |                      |
| 1996-1997  | Sénateurs d'Ottawa        | LNH        | 26 | 0                | 1                | 1                | 30               | 3                | 0 | 0                    | 0                    | 16                   |                      |                      |
| 1996-1997  | Vipers de Détroit         | LIH        | 41 | 7                | 7                | 14               | 83               |                  |   |                      |                      |                      |                      |                      |
| 1997-1998  | Sénateurs d'Ottawa        | LNH        | 9  | 3                | 0                | 3                | 24               |                  |   |                      |                      |                      |                      |                      |
| 1997-1998  | Vipers de Détroit         | LIH        | 55 | 6                | 13               | 19               | 160              | 20               | 5 | 2                    | 7                    | 48                   |                      |                      |
| 1998-1999  | Sénateurs d'Ottawa        | LNH        | 8  | 0                | 1                | 1                | 4                |                  |   |                      |                      |                      |                      |                      |
| 1998-1999  | Cyclones de Cincinnati    | LIH        | 39 | 2                | 6                | 8                | 62               |                  |   |                      |                      |                      |                      |                      |
| 1998-1999  | Vipers de Détroit         | LIH        | 2  | 0                | 0                | 0                | 9                |                  |   |                      |                      |                      |                      |                      |
| 1998-1999  | Thunder de Las Vegas      | LIH        | 14 | 1                | 3                | 4                | 18               |                  |   |                      |                      |                      |                      |                      |
| 1999-2000  | Predators de Nashville    | LNH        | 4  | 0                | 0                | 0                | 10               |                  |   |                      |                      |                      |                      |                      |
| 1999-2000  | Admirals de Milwaukee     | LIH        | 20 | 3                | 1                | 4                | 31               |                  |   |                      |                      |                      |                      |                      |
| 2000-2001  | Vipers de Détroit         | LIH        | 4  | 0                | 1                | 1                | 0                |                  |   |                      |                      |                      |                      |                      |
| 2001-02    | Ayr Scottish Eagles       | BHL        | 20 | 1                | 1                | 2                | 71               | 7                | 2 | 0                    | 2                    | 33                   |                      |                      |
| 2003-04    | Eagles du Colorado        | LCH        | 54 | 9                | 8                | 17               | 112              | 4                | 0 | 0                    | 0                    | 2                    |                      |                      |
| Totaux LNH | Totaux LNH                | Totaux LNH | 94 | 4                | 5                | 9                | 173              | 3                | 0 | 0                    | 0                    | 16                   |                      |                      |

## Transactions en carrière
- 8 novembre 1993 : signe à titre d'agent libre avec les Kings de Los Angeles.
- 19 juillet 1994 : signe à titre d'agent libre avec les Flyers de Philadelphie.
- 29 juillet 1996 : signe à titre d'agent libre avec les Sénateurs d'Ottawa.
- 25 juin 1999 : réclamé lors du repêchage d'expansion des Thrashers d'Atlanta.
- 26 juin 1999 : échangé par les Thrashers aux Predators de Nashville en retour de compensations futures.
- 2 janvier 2000 : rate la majorité de la saison 1999-2000 à cause d'une blessure à un genou.
- 25 octobre 2000 : signe à titre d'agent libre avec les Vipers de Détroit.
- 7 novembre 2000 : libéré par les Vipers de Détroit.
- 21 décembre 2001 : signe à titre d'agent libre avec les Ayr Scottish Eagles.